# عیسی آلپ‌تگین
عیسی آلپ‌تگین (۱۹۰۱ – ۱۹۹۵) سیاستمدار اویغور اهل چین بود.